# Leinacher Bach
Der Leinacher Bach (genannt auch Leinach und Leinachbach) ist ein knapp neun Kilometer langer Bach in Unterfranken, der aus südlicher Richtung kommend von links in den Main mündet.

## Name
Der Name Leinach (älter Linach von mittelhochdeutsch līnach) besteht aus dem althochdeutschen Grundwort aha, das Wasser bedeutet. Das Bestimmungswort ist entweder līn (Flachs) oder līne (Spitzahorn). Es handelt sich also um einen Wasserlauf, an dem Flachs oder Spitzahorn wächst. Der Bach Leinach gab dem Ort Leinach seinen Namen.

## Geographie

### Verlauf
Der Leinacher Bach entspringt im westlichen Maindreieck auf der Marktheidenfelder Platte im Naturraum 132.00 Karlstadt-Birkenfelder Kalklößplatten auf einer Höhe von etwa 296 m ü. NN aus einer nur intermittierend wasserführenden Quelle am nordöstlichen Fuße des 310 m hohen Kehlberges in der Feldflur Steinbachsboden direkt westlich des Leinacher Ortsteils Steinhaugshof.
Er fließt zunächst gut dreihundert Meter am Südwesthang des Brangertsbuckels (323 m), auch Prangertsbuckel genannt, nordwestwärts durch die Felder des Endtales und säumt dann auf seiner rechten Seite einen kleinen Nadelwald. Etwa zweihundert Meter bachabwärts dreht er nach Westen und zieht knapp einen Kilometer am mit Weinreben bepflanzten Südhang des Eichelberges (347 m) durch die Felder des Roßgrabens. Beim Kehlberggraben knickt der Bach scharf nach Norden ab und läuft gesäumt von einer spärlichen Baumgalerie stark begradigt durch ein weites Tal am bewaldeten Westhang des Eichelberges entlang. Nach etwa 750 Metern stößt er auf die von Greußenheim nach Markt Zellingen führenden Staatsstraße St 2310, welche ihn mit unterschiedlichen Abstand mal näher mal entfernter auf seinen weiteren Weg bis nach Zellingen begleitet.
Der Bach fließt nunmehr am Westhang des Himmelbergs, dem Nordsporn des Eichelberges durch Felder und Wiesen und verschwindet bei einer Sportanlage am Südrand von Oberleinach verrohrt in den Untergrund, taucht nördlich des Sportplatzes, nunmehr permanent das ganze Jahr wasserführend, wieder auf. Er unterquert zunächst die Elisabethenstraße und dann die Friedensstraße und fließt danach südlich der Goldstraße wieder unterirdisch weiter. Er erscheint östlich der St. Laurentiuskirche wieder an der Oberfläche, wechselt dann nach Nordnordwesten und passiert danach die Gemarkungsgrenze nach Unterleinach. In Unterleinach wird er bei der Gasse Am Floß auf seiner linken Seite vom Floßgraben, auch Drustengraben genannt, gespeist (Er nimmt dabei das Oberflächenwasser des auch „kleiner Wasserfloß“ genannten Scharbachs aus dem Tal und das Quellwasser der in der Nähe von St. Peter gelegenen Drustenquelle auf). Ungefähr hundert Meter südöstlich der Allerheiligenkirche betrieb er einst eine Mühle. (Auf Oberleinacher Gemarkung trieb die Leinach früher zwei Mühlen, auf Unterleinacher drei Mühlen an). Er verlässt nun Unterleinach in Richtung Norden, nimmt am Fuß des Geißbergs Wasser der Badbrunnenquelle auf, läuft dann westlich an der Feldmühle vorbei, richtet danach seinen Lauf nach Nordnordosten aus und unterquert die Anlagen der ICE-Strecke Hannover–Würzburg. Knapp einen Kilometer bachabwärts versorgte er früher die Neue Mühle mit Wasser. Wie die Feldmühle lag die Neue Mühle am Mühlgraben, der nördlich der Neuen Mühle wieder in den Leinacher Bach zurückfloss. Der Bach passiert nun die Gemarkungsgrenze, welche zugleich auch die Grenze zwischen dem Landkreis Würzburg und dem Landkreis Main-Spessart ist, nach Zellingen und läuft, begleitet von einer Galerie von Bäumen, durch die Felder und Wiesen der Flur Im Gereit.
Er fließt nun südlich von der Flur Steinbühl am Nordwestrand eines kleinen Laubwaldes entlang, durchläuft dann die nördlich davon gelegene Siedlung und zieht danach am Ostrand der Grünanlage Am Trieb beim roten Kreuz entlang. Er kreuzt danach die von Erlabrunn kommende St 2300 und wird, nachdem er die Billingshäuser Straße gequert hat, nordöstlich der Storchsmühle auf seiner linken Seite von dem aus Südwesten heranziehenden Gespringsbach gestärkt.
Der Leinacher Bach passiert Zellingen, vereinigt sich dort mit dem Wasser des Gesprings-Baches und des Ried-Baches und mündet schließlich in Zellingen auf einer Höhe von 161,6 m von links in den aus dem Südosten heranfließenden Main.
Seit dem 18. Jahrhundert sind mehrere Überschwemmungen des Leinachtals belegt. Das letzte große Hochwasser
der Leinach fand am 19. Juli 1942 statt.

### Einzugsgebiet
Das Einzugsgebiet ist 26,3 km² groß, es liegt naturräumlich gesehen größtenteils auf der Marktheidenfelder Platte, im Süden fast ohne Gewässer in deren Unterraum Eisinger Höhe und im mittleren Teil in deren Unterraum Karlstadt-Birkenfelder Kalklößplatten. Der kleine mündungsnahe Teil wird dagegen zum Unterraum Zellingen-Thüngersheimer Talweitung des Mittleren Maintals gerechnet. Der höchste Punkt beim Wasserreservoir auf der Kühruh ganz im Süden des Leinacher Gemeindegebietes erreicht 368 m ü. NHN.
Reihum grenzt es an die Einzugsgebiete folgender Nachbargewässer:
- Im Osten laufen nur kurze und meist nur unbeständig wasserführende Täler von der Mündung des Leinbacher Bachs bis hinauf zum Rotenbergsgraben bei Margetshöchheim ostwärts zum Main;
- die im Süden und Südwesten angrenzenden Gebiete werden durch rechte Zuflüsse von diesem über den Aalbach weit abwärts nach Westen zum Main entwässert;
- westlich des Mittellaufs sammelt der Karbach den Abfluss der anderen Seite und führt ihn etwas oberhalb des Aalbachs ebenfalls zum Main.

### Zuflüsse
- Floßgraben (links)
- Gespringsbach  (links)